# هدف دوگانه
هدف دوگانه (انگلیسی: Double Barrel) یک فیلم نقیضه گانگستری مستقل است که در سال ۲۰۱۵ منتشر شد.

## گزیدهٔ بازیگران
- پریتویراج سوکوماران
- ایندراجیت سوکوماران
- آریا
- ایشا شاروانی
- سواتی ردی
- آصف علی
- پارلی مانی